# Борисенко, Анатолий Исидорович
Анатолий Исидорович Борисе́нко (1912—1992) — советский учёный в области тонкопленочных покрытий для защиты сплавов от коррозии, доктор технических наук, лауреат Сталинской премии третьей степени (1952).

## Биография
С 1948 года работал в Институте химии силикатов АН СССР (Ленинград): инженер, с 1949 года младший научный сотрудник, затем старший научный сотрудник, с начала 1960-х по 1986 год зав. лабораторией тонкопленочных покрытий.
В 1960—1970-е годы возглавлял пионерские работы по созданию тонких неорганических пленок для микроэлектроники. Вместе с сотрудниками (группа кандидата технических наук Л. А. Кузнецовой) создал функциональные так называемые диффузноотражающие покрытия, используемые в аэрокосмической технике и оптическом приборостроении.
Под его руководством сотрудники ЛТПП кандидат технических наук Л. Ф. Чепик и Е. П. Трошина разработали пленкообразующие композиции и получили плёнки, которые использовались как источники диффузии РЗЭ в кремний. Их применение позволяет избежать деградации параметров полупроводниковых приборов при воздействии проникающей радиации.
Доктор технических наук. Профессор кафедры технологии стекла и общей технологии силикатов ЛТИ имени Ленсовета.

## Признание
- Сталинская премия третьей степени (1952)— за исследования физических и химических свойств сегнетоэлектриков и ферритов, изложенные в серии статей, опубликованных в журналах: «Доклады Академии наук СССР», «Журнал технической физики» и «Журнал прикладной химии» (1949—1951)
- орден «Знак Почёта» (1986).

Сочинения
- Изучение структуры ферритных фаз магнитно-керамических материалов : диссертация … кандидата технических наук : 05.00.00. — Ленинград, 1949. — 109 с. : ил.
- Защита молибдена от высокотемпературной газовой коррозии [Текст] / Отв. ред. д-р. хим. А. А. Аппен ; Акад. наук СССР. — Москва ; Ленинград : Изд-во Акад. наук СССР. [Ленингр. отд-ние], 1960. — 84 с. : ил.; 22 см.
- Защита ниобия от высокотемпературной газовой коррозии [Текст] / Отв. ред. д-р хим. наук А. А. Аппен ; Акад. наук СССР. Ин-т химии силикатов. — Москва ; Ленинград : Изд-во Акад. наук СССР. [Ленингр. отд-ние], 1961. — 41 с. : ил.; 22 см.
- Применение плазмы для получения высокотемпературных покрытий [Текст] / Л. Н. Усов, А. И. Борисенко ; Акад. наук СССР. — Москва ; Ленинград : Наука, [Ленинградское отд-ние], 1965. — 86 с., 3 л. ил. : ил.; 21 см.
- Тонкослойные стеклоэмалевые и стеклокерамические покрытия [Текст] / А. И. Борисенко, Л. В. Николаева ; АН СССР. Ин-т химии силикатов им. И. В. Гребенщикова. — Ленинград : Наука. Ленингр. отд-ние, 1970. — 70 с. : ил.; 20 см.
- Химия и технология тонких неорганических пленок [Текст] : Конспект лекций / А. И. Борисенко, Л. В. Николаева ; М-во высш. и сред. спец. образования РСФСР. Ленингр. технол. ин-т им. Ленсовета. — Ленинград : [б. и.], 1973. — 83 с. : черт.; 20 см.
- А. И. Борисенко, И. В. Гусева. Получение композиционных покрытий методом химического осаждения [Текст]. — Ленинград : Наука. Ленингр. отд-ние, 1979. — 54 с., 3 л. ил. : граф.; 22 см.
- Повышение антикоррозионных свойств защитных покрытий / А. И. Борисенко, К. А. Вященко; Отв. ред. Н. Ф. Федоров. — Ленинград : Наука : Ленингр. отд-ние, 1983. — 40 с. : ил.; 21 см.
- Защита изделий из ниобиевых сплавов от высокотемператерной газовой коррозии / А. И. Борисенко, С В. Хашковский; Отв. ред. Г. И. Журавлев; АН СССР, Ин-т химии силикатов им. И. В. Гребенщикова. — Ленинград : Наука : Ленингр. отд-ние, 1986. — 40,[1] с. : ил.; 22 см.